# Hellenolacerta graeca
La lucertola greca (Hellenolacerta graeca Bedriaga, 1886), unica specie del genere Hellenolacerta Arnold, Arribas e Carranza, 2007, è un rettile squamato appartenente alla famiglia dei Lacertidi.

## Descrizione
Si tratta di una lucertola relativamente grande, ma allo stesso tempo esile e appiattita, con capo allungato e appuntito e corpo lungo 6-8 cm; la coda è circa 2-2,5 volte più lunga. Un tratto caratteristico è la colorazione del dorso, lucido e di tonalità dal grigio al marrone-bronzo, con un insieme di macchie, barre o trattini neri che comunque non formano bande longitudinali. I fianchi sono di colore leggermente più scuro, con macule chiare, mentre il ventre va dal giallo all'arancione, a sua volta maculato. I maschi sono caratterizzati da scudi ventrali marginali di colore azzurro, e spesso da 3-4 macchie ocellate azzurre ben visibili sui fianchi. Anche le squame del capo hanno una conformazione tipica di questa specie, per esempio nella zona delle guance non sono sviluppati grandi scudi.

## Biologia
Questa specie, generalmente poco schiva, si muove arrampicandosi lentamente su rocce, muri o tronchi d'albero. Si nutre di piccoli insetti e artropodi, ma la sua biologia non è ancora ben conosciuta.

## Distribuzione e habitat
Specie endemica del Peloponneso, ne occupa i rilievi montuosi con popolazioni spesso isolate tra loro, in genere ad altitudini superiori a 400 m e fino a 1600 m. Si può incontrare su pendici esposte al sole (ma non aride) e relativamente povere di vegetazione, o in foreste aperte preferibilmente nelle vicinanze dell'acqua.